# Yellow Fever
Yellow Fever (deutsch Gelbfieber) ist ein britischer Kurzfilm von Ng’endo Mukii aus dem Jahr 2012. In Deutschland feierte der Film am 4. Mai 2013 bei den Internationalen Kurzfilmtagen in Oberhausen Premiere.

## Handlung
Das Selbstbild vieler Afrikanerinnen scheint gestört zu sein, da sie vermehrt und bestärkt durch die Medien, versuchen, eine hellere Hautfarbe zu bekommen. Für dieses Schönheitsideal nehmen die Frauen starke Schmerzen in Kauf.

## Kritiken
„Helle Haut als Schönheitsideal verführt viele Mädchen und Frauen in Afrika zu schmerzhaften Versuchen, ihr Äußeres zu verändern. Der Film, der auch im Kinder- und Jugendfilmwettbewerb lief, inszeniert die Befindlichkeit des Ungenügens in einem spannenden Mix von Collage, Animation und Tanz. Er thematisiert geschickt die rassistischen Ursachen des Minderwertigkeitsgefühls und deren Verfestigung durch die heutigen Medien.“

## Auszeichnungen
Kenya International Film Festival 2012
- Best Animation

Africa Magic Viewers’ Choice Awards 2013
- Best Short Film

Internationale Kurzfilmtage Oberhausen 2013
- Lobende Erwähnung der Ökumenischen Jury

Chicago International Film Festival 2013
- Silver Hugo for Best Animated Short Film

Underexposed Film Festival 2013
- Best Student Film

This Is England Film Festival 2013
- Best Animation